# Tanjungpinang
Tanjungpinang – miasto w Indonezji, stolica prowincji Wyspy Riau. Według danych z 2020 roku liczyła 227,6 tys. mieszkańców. Ośrodek przemysłowy.